# Aire de protection de la flore et la faune Nevado de Toluca
 (juillet 2025).
Le aire de protection de la flore et la faune Nevado de Toluca (espagnol : Área de protección de flora y fauna Nevado de Toluca) est un parc national du Mexique situé dans l'État de Mexico. Il a une superficie de 467,84 km2 et a été créée en le 25 janvier 1936. Il protège le Nevado de Toluca.

## Histoire
Le parc national Nevado de Toluca a été créé par décret présidentiel le 25 janvier 1936. Le 1er octobre 2013, il a été reclassé comme aire de protection de la faune et de la flore.

## Faune
Au cours de l'hiver 2019-2020, une nouvelle colonie de Monarques a été découverte dans les peuplements d'oyamel localisé à 3 000 m d'altitude. Sa taille serait estimée à 20 millions d'individus.